# Disturbis anti-LGBT a Belgrad
Els disturbis anti-LGBT a Belgrad van ser un incident de violència contra les persones LGBT que es va produir el 10 d'octubre de 2010 durant una desfilada de l'Orgull, organitzat per a promoure els drets LGBT a Sèrbia. La desfilada de l'Orgull va ser la primera a Belgrad des de 2001; una desfilada prevista en 2009 es va cancel·lar a causa de l'amenaça de violència.
Manifestants homòfobs i antigovernamentals es van enfrontar a uns 5.000 policies armats, llançant còctels molotov, maons, pedres, ampolles de vidre i petards; la policia va utilitzar gasos lacrimògens i bales de goma. No va haver-hi víctimes mortals.

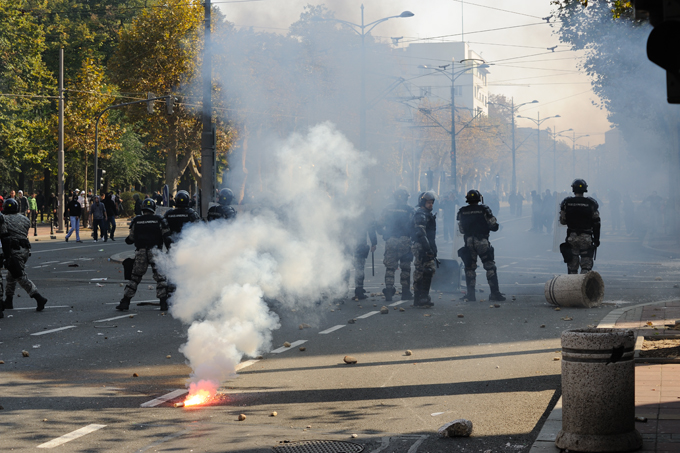
Enfrontaments entre la Žandarmerija (gendarmeria sèrbia) i els manifestants homòfobs

La policia va comunicar que 78 policies i 17 civils havien resultat ferits, i que 101 persones havien estat detingudes per comportament violent. El garatge de l'edifici del governant Partit Democràtic proeuropeu va ser incendiat, i l'edifici de la televisió estatal i les seus d'altres partits polítics també van sofrir danys. La desfilada es va considerar una prova per al govern de Sèrbia, que ha afirmat que protegirà els drets humans a Sèrbia en el seu intent de convertir-se en membre de la UE. Jelko Kacin, que presideix l'avaluació de Sèrbia per part de la Unió Europea, va dir que el fet que Sèrbia no detingués els disturbis podria perjudicar la seva candidatura a la UE. Durant una visita a Belgrad l'endemà passat dels disturbis, l'aleshores secretària d'Estat estatunidenc, Hillary Clinton, va elogiar al govern serbi per protegir els drets humans dels participants en la desfilada.